# Mitromorpha sama
Mitromorpha sama is een slakkensoort uit de familie van de Mitromorphidae. De wetenschappelijke naam van de soort is voor het eerst geldig gepubliceerd in 2012 door Simone & Cunha.